# 中南樹鼠屬
中南樹鼠屬（学名：Chiromyscus），哺乳綱、囓齒目、鼠科的一屬，而與中南樹鼠屬（中南樹鼠）同科的動物尚有筆尾鼠屬（大筆尾鼠）、粗尾卷尾鼠屬（大卷尾鼠）、呂宋鼩鼠屬（呂宋鼩鼠）、呂宋鼠屬（灰呂宋鼠）等之數種哺乳動物。

## 下属物种
本属包括以下物种：
- 费氏树鼠 Chiromyscus chiropus (Thomas, 1891)
- 南洋鼠 Chiromyscus langbianis
- 汤氏树鼠 Chiromyscus thomasi Balakirev, Abramov & Rozhnov, 2014[1]